# Ludovic Poilvet
Ludovic Poilvet (né le 24 décembre 1983 à Saint-Brieuc,, est un coureur cycliste français.

## Biographie
En 2005 et 2006, Ludovic Poilvet évolue chez les professionnels dans l'équipe Bretagne-Jean Floc'h. Il n'obtient cependant aucun résultat notable. Sa première saison est notamment gâchée par une lourde chute lors du Grand Prix de Rennes, où il se fracture la clavicule et un poignet. Non conservé par ses dirigeants, il redescend chez les amateurs en 2007 dans son club des Côtes-d'Armor. 
En 2009, il rejoint l'UC Briochine. Dans le même temps, il reprend la ferme familiale et devient éleveur laitier. Il continue toutefois la compétition, non sans succès. Après une saison à l'AC Lanester 56, il intègre l'ASPTT Rennes en 2012, club de division nationale 3. Sous ses nouvelles couleurs, il devient vice-champion de Bretagne et s'impose sur le Grand Prix de Plénée-Jugon, où il devance Eduardo Sepúlveda. La même année, il gagne deux épreuves de la Ronde finistérienne, l'une à Saint-Evarzec puis une semaine plus tard à Locquénolé. 
En 2013, il rejoint le Team Pays de Dinan, avec lequel il engrange de nouvelles victoires au niveau régional breton. Il remporte notamment Tour des Mauges en 2015, devant son jeune coéquipier Élie Gesbert. En octobre 2016, il devient champion de Bretagne du contre-la-montre dans la catégorie masters.

## Palmarès
- 2003
  - 3e du Circuit des Trois Provinces
- 2007
  - Prix de la Saint-Pierre
- 2009
  - Grand Prix Michel-Lair
  - Prix de la Saint-Pierre
  - 2e des Boucles dingéennes
- 2010
  - Circuit Rance Émeraude
  - Tour du Pays de Belle-Isle-en-Terre
  - 3e du Tour de Rhuys
- 2011
  - Trophée Étienne Blondel
- 2012
  - Critérium de Dinan
  - Grand Prix de Plénée-Jugon
  - 7e et 9e étapes de la Ronde finistérienne
  - 2e du Grand Prix de la Pentecôte à Moncontour
  - 2e du championnat de Bretagne sur route
  - 2e de Saint-Brieuc Agglo Tour
- 2013
  - Tour du Pays de Belle Isle-en-Terre
  - Grand Prix du Chistr'Per
  - 3e du Grand Prix de la Pentecôte à Moncontour
- 2014
  - Grand Prix de la Roche-aux-Fées
- 2015
  - Étoile de Tressignaux
  - Classement général du Tour des Mauges
- 2016
  -  Champion de Bretagne du contre-la-montre masters
  - Grand Prix René Le Mené
- 2017
  - Grand Prix de Lorient
  - Classement général de la Ronde finistérienne
- 2018
  - Grand Prix de Lanester